# Józef Zając (matematyk)
Józef Zając (ur. 14 marca 1947 w Stanach Nowych) – polski matematyk, nauczyciel akademicki, doktor habilitowany nauk matematycznych, rektor Państwowej Wyższej Szkoły Zawodowej w Chełmie w latach 2001–2016, senator VIII, IX, X i XI kadencji.

## Życiorys
W 1973 ukończył studia na Wydziale Matematyki, Fizyki i Chemii Uniwersytetu Marii Curie-Skłodowskiej w Lublinie. Od 1973 do 1996 pracował w Instytucie Matematyki Polskiej Akademii Nauk. W 1977 na podstawie rozprawy Parametryzacja pełnej klasy odwzorowań Teichmullera w pierścieniu uzyskał stopień naukowy doktora. Habilitował się w 1994 w oparciu o pracę zatytułowaną Quasihomografie. Specjalizuje się w zakresie zastosowań analizy zespolonej i matematyki w ekonomii. Opublikował kilkadziesiąt prac naukowych, w tym dwóch z zakresu nawigacji powietrznej (posiadał licencję pilota).
Został profesorem nadzwyczajnym Katolickiego Uniwersytetu Lubelskiego, w 1997 objął na tej uczelni kierownictwo Katedry Zastosowań Matematyki w Ekonomii w Instytucie Ekonomii. W latach 1998–2001 był dziekanem Wydziału Ekonomii i Zarządzania w Akademii Polonijnej w Częstochowie. Należał do inicjatorów powołania PWSZ w Chełmie, w 2001 objął stanowisko rektora tej uczelni (zajmował je do 2016), a następnie został prorektorem tej uczelni (przekształconej w Państwową Akademię Nauk Stosowanych w Chełmie). Uczestniczył we współpracy z ośrodkami naukowymi w Finlandii, Japonii, Meksyku, Niemczech, Ukrainie i USA. Prowadził wykłady na uniwersytetach w Joensuu i Osace.
W wyborach w 2011 był bezpartyjnym kandydatem z ramienia Polskiego Stronnictwa Ludowego do Senatu RP w okręgu wyborczym nr 18. Uzyskał 26 415 głosów, co było najlepszym wynikiem w okręgu, a tym samym dało mu mandat senatorski. Bezskutecznie kandydował z listy PSL także w wyborach do Parlamentu Europejskiego w 2014.
W 2015 został ponownie wybrany na senatora (dostał 42 083 głosy). W kwietniu 2016 wystąpił z klubu parlamentarnego PSL, w następnym miesiącu przystąpił do Koła Senatorów Niezależnych, a w kolejnym miesiącu powrócił do klubu PSL. W listopadzie tego samego roku przeszedł do klubu parlamentarnego Prawa i Sprawiedliwości. W październiku 2017 dołączył do Polski Razem (kierowanej przez Jarosława Gowina), która w następnym miesiącu przekształciła się w Porozumienie. Został wiceprezesem zarządu tej partii w okręgu chełmskim. W wyborach w 2019 z ramienia PiS z powodzeniem ubiegał się o senacką reelekcję, otrzymując 61 416 głosów. W sierpniu 2021, w związku z decyzją o wystąpieniu parlamentarzystów Porozumienia z KP PiS, współtworzył nowo powstałe koło parlamentarne swojej partii, które rozpadło się w lipcu 2023 (został wówczas senatorem niezrzeszonym).
W wyborach w tym samym roku po raz czwarty został wybrany do Senatu, kandydując z własnego komitetu i otrzymując 50 763 głosy. W Senacie XI kadencji dołączył do klubu senackiego Trzecia Droga.

## Odznaczenia
Odznaczony Krzyżem Kawalerskim Orderu Odrodzenia Polski (2011) oraz Złotym Krzyżem Zasługi (2000).

## Życie prywatne
Syn Jana i Marianny. Żonaty, ma jedno dziecko.